# Trans Anguilla Airways

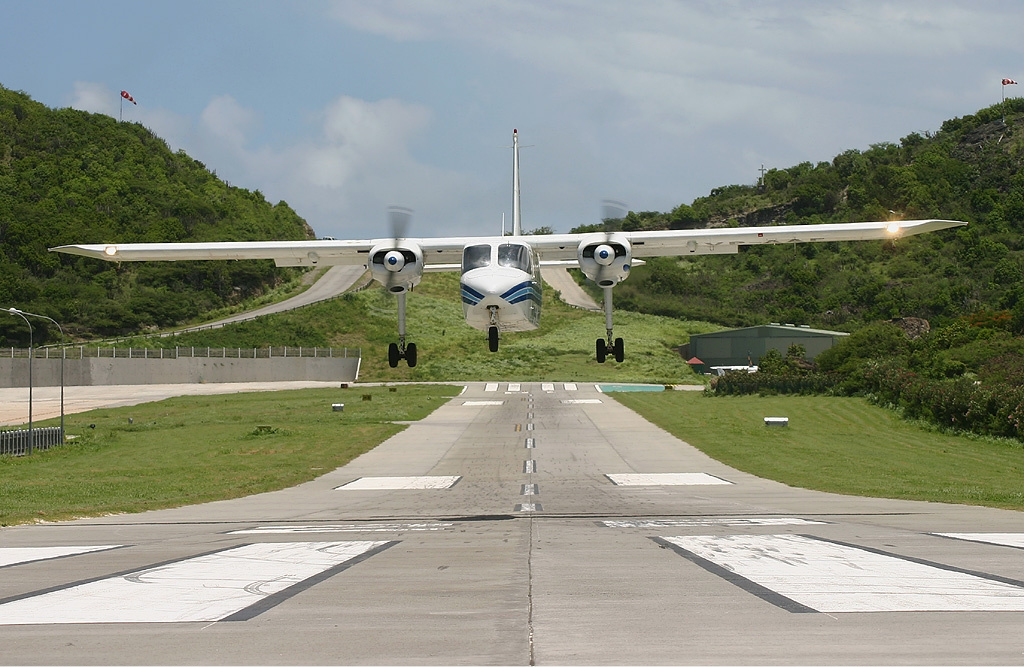
Trans Anguilla Airways Islander St Barts Coleman

Trans Anguilla Air est un opérateur aérien au départ d'Anguilla, Antilles Britanniques, dans les Caraïbes. 

## Destinations
- Antigua-et-Barbuda
  - Antigua, St. John's
  - Barbuda, Codrington
- Barbade, Christ Church
- Îles Vierges britanniques, Beef Island, Tortola, Virgin Gorda, Spanish Town
- Dominique
- Grenade, St. George's
- 🇬🇵 Guadeloupe
- Martinique
- Montserrat
- Saint Barthélemy, Gustavia
- Saint-Christophe-et-Niévès
  - Niévès, Charlestown
  - Saint-Christophe, Basseterre
- Sainte-Lucie
- Saint-Vincent-et-les-Grenadines, Bequia, Canouan, Moustique, Union Island
- Saint-Eustache
- Saint-Martin
- Trinité-et-Tobago
  - Trinité, Port of Spain
  - Tobago, Scarborough

## Flotte
- 2 Britten-Norman Islander (reg. VP-AAA, VP-AAF)

## Lient externe
- Trans Anguilla Website
- Trans Anguilla information